# Rusty Lane
Rusty Lane, nato James Russell Lane (Chicago, 31 maggio 1899 – Los Angeles, 10 ottobre 1986), è stato un attore statunitense.
È apparso in una ventina di film dal 1945 al 1967 ed ha recitato in più di 80 produzioni per gli schermi televisivi dal 1950 al 1973.

## Biografia
Rusty Lane nacque a Chicago il 31 maggio 1899. Fece il suo debutto al cinema a metà degli anni quaranta e in televisione nel 1950 in un episodio della serie antologica The Big Story.
Per la televisione apparve in decine di serie televisive come guest star o personaggio minore dagli anni cinquanta agli inizi degli anni settanta. Prese parte anche a un episodio della serie classica di Ai confini della realtà, intitolato nella versione in italiano L'invincibile Casey, trasmesso in prima televisiva nel 1960.
Per il grande schermo interpretò diversi personaggi, tra cui quelli di Danny McKeogh ne Il colosso d'argilla (1956), Bob LaPorte in Dietro lo specchio (1956), Samuel Adams ne I rivoltosi di Boston (1957), l'ispettore della polizia Sweeney in Cittadino dannato (1958), Dean Beck in Quella nostra estate (1963) e il dottor Morton Gardner in Squadra d'emergenza (1964).
Per gli schermi televisivi la sua ultima interpretazione risale all'episodio The Hanging of Newly O'Brien della serie televisiva Gunsmoke, trasmesso il 26 novembre 1973, in cui diede vita al personaggio di un nonno. Per quanto riguarda le interpretazioni per gli schermi cinematografici, l'ultima fu quella nel film Il club degli intrighi (1967), in cui recitò nel ruolo di una guardia.
Morì a Los Angeles, in California, il 10 ottobre 1986.

## Filmografia

### Cinema
- La casa della 92ma strada (The House on 92nd Street), regia di Henry Hathaway (1945)
- 14ª ora (Fourteen Hours), regia di Henry Hathaway (1951)
- Il colosso d'argilla (The Harder They Fall), regia di Mark Robson (1956)
- Dietro lo specchio (Bigger Than Life), regia di Nicholas Ray (1956)
- L'alibi era perfetto (Beyond a Reasonable Doubt), regia di Fritz Lang (1956)
- L'ombra alla finestra (The Shadow on the Window), regia di William Asher (1957)
- La belva del Colorado (Fury at Showdown), regia di Gerd Oswald (1957)
- I rivoltosi di Boston (Johnny Tremain), regia di Robert Stevenson (1957)
- La città del ricatto (Portland Exposé), regia di Harold D. Schuster (1957)
- The Rawhide Trail, regia di Robert Gordon (1958)
- Cittadino dannato (Damn Citizen), regia di Robert Gordon (1958)
- Operazione segreta (High School Confidential!), regia di Jack Arnold (1958)
- Il dominatore di Chicago (Party Girl), regia di Nicholas Ray (1958)
- Non voglio morire (I Want to Live!), regia di Robert Wise (1958)
- Quella nostra estate (Spencer's Mountain), regia di Delmer Daves (1963)
- Squadra d'emergenza (The New Interns), regia di John Rich (1964)
- Destino in agguato (Fate Is the Hunter), regia di Ralph Nelson (1964)
- Scandalo in società (Youngblood Hawke), regia di Delmer Daves (1964)
- Il club degli intrighi (Banning), regia di Ron Winston (1967)

### Televisione
- The Big Story – serie TV, un episodio (1950)
- Suspense – serie TV, 3 episodi (1951-1952)
- Cameo Theatre – serie TV, un episodio (1951)
- Crime with Father – serie TV (1951)
- The Web – serie TV, un episodio (1952)
- Harriet Quimby – film TV (1952)
- Captain Video and His Video Rangers – serie TV, un episodio (1952)
- The Adventures of Ellery Queen – serie TV, un episodio (1952)
- You Are There – serie TV, 4 episodi (1953-1955)
- Span of Time – film TV (1953)
- Eye Witness – serie TV, un episodio (1953)
- The Revlon Mirror Theater – serie TV, un episodio (1953)
- Armstrong Circle Theatre – serie TV, un episodio (1953)
- Operation Neptune – serie TV (1953)
- Jimmy Hughes, Rookie Cop – serie TV (1953)
- Love Story – serie TV, un episodio (1954)
- The Man Behind the Badge – serie TV, 2 episodi (1954)
- The Marriage – serie TV, un episodio (1954)
- Inner Sanctum – serie TV, 4 episodi (1954)
- Alfred Hitchcock presenta (Alfred Hitchcock Presents) – serie TV, 7 episodi (1956-1962)
- Celebrity Playhouse – serie TV, episodio 1x33 (1956)
- Soldiers of Fortune – serie TV, un episodio (1956)
- I racconti del West (Zane Grey Theater) – serie TV, un episodio (1956)
- Studio 57 – serie TV, un episodio (1956)
- Crusader – serie TV, 2 episodi (1956)
- Avventure in elicottero (Whirlybirds) – serie TV, 2 episodi (1957-1958)
- Tales of Wells Fargo – serie TV, 2 episodi (1957-1958)
- Perry Mason – serie TV, 2 episodi (1957-1959)
- Disneyland – serie TV, 3 episodi (1957-1968)
- General Electric Theater – serie TV, episodio 5x20 (1957)
- State Trooper – serie TV, un episodio (1957)
- Il tenente Ballinger (M Squad) – serie TV, 2 episodi (1958-1959)
- Man with a Camera – serie TV, episodio 2x03 (1959)
- Sugarfoot – serie TV, 2 episodi (1958-1959)
- Lassie – serie TV, 3 episodi (1958-1963)
- The Veil – miniserie TV, un episodio (1958)
- Climax! – serie TV, episodio 4x17 (1958)
- Maverick – serie TV, un episodio (1958)
- Mike Hammer – serie TV, un episodio (1958)
- Suspicion – serie TV, un episodio (1958)
- Have Gun - Will Travel – serie TV, episodio 2x01 (1958)
- The Restless Gun – serie TV, episodio 2x05 (1958)
- Ricercato vivo o morto (Wanted: Dead or Alive) – serie TV, episodio 1x09 (1958)
- Lawman – serie TV, un episodio (1958)
- Alcoa Presents: One Step Beyond – serie TV, 2 episodi (1959-1960)
- Carovane verso il west (Wagon Train) – serie TV, 2 episodi (1959-1963)
- Buckskin – serie TV, un episodio (1959)
- The Real McCoys – serie TV, un episodio (1959)
- The Texan – serie TV, episodio 1x34 (1959)
- Rescue 8 – serie TV, episodio 2x05 (1959)
- Bourbon Street Beat – serie TV, episodio 1x07 (1959)
- The Roaring 20's – serie TV, 2 episodi (1960-1961)
- Shotgun Slade – serie TV, un episodio (1960)
- Bronco – serie TV, un episodio (1960)
- The Alaskans – serie TV, episodio 1x17 (1960)
- The Deputy – serie TV, un episodio (1960)
- Overland Trail – serie TV, un episodio (1960)
- I detectives (The Detectives) – serie TV, un episodio (1960)
- Peter Gunn – serie TV, episodio 2x28 (1960)
- Ai confini della realtà (The Twilight Zone) – serie TV, un episodio (1960)
- Bat Masterson – serie TV, un episodio (1960)
- Tate – serie TV, un episodio (1960)
- The Clear Horizon – serie TV (1960)
- 87ª squadra (87th Precinct) – serie TV, 3 episodi (1961-1962)
- Bonanza – serie TV, 3 episodi (1961-1967)
- The Bob Cummings Show – serie TV, un episodio (1961)
- L'ora di Hitchcock (The Alfred Hitchcock Hour) – serie TV, 2 episodi (1962-1963)
- Outlaws – serie TV, episodio 2x16 (1962)
- Avventure in paradiso (Adventures in Paradise) – serie TV, episodio 3x25 (1962)
- The Tall Man – serie TV, un episodio (1962)
- Indirizzo permanente (77 Sunset Strip) – serie TV, episodio 5x12 (1962)
- Death Valley Days – serie TV, 3 episodi (1963-1967)
- Il virginiano (The Virginian) – serie TV, 2 episodi (1963-1968)
- Io e i miei tre figli (My Three Sons) – serie TV, episodio 3x33 (1963)
- Sotto accusa (Arrest and Trial) – serie TV, episodio 1x04 (1963)
- La legge del Far West (Temple Houston) – serie TV, episodio 1x04 (1963)
- Hazel – serie TV, 2 episodi (1964)
- Mr. Novak – serie TV, episodio 1x21 (1964)
- The Crisis (Kraft Suspense Theatre) – serie TV, 2 episodi (1964)
- Un equipaggio tutto matto (McHale's Navy) – serie TV, un episodio (1964)
- Gunsmoke – serie TV, 4 episodi (1965-1973)
- Il dottor Kildare (Dr. Kildare) – serie TV, un episodio (1965)
- F.B.I. (The F.B.I.) – serie TV, un episodio (1965)
- Branded – serie TV, un episodio (1966)
- Il fuggiasco (The Fugitive) – serie TV, un episodio (1966)
- La grande vallata (The Big Valley) – serie TV, un episodio (1967)
- Al banco della difesa (Judd for the Defense) – serie TV, un episodio (1967)
- Batman – serie TV, un episodio (1968)
- Mod Squad, i ragazzi di Greer (The Mod Squad) – serie TV, un episodio (1972)